# Pholcus fuerteventurensis
Pholcus fuerteventurensis är en spindelart som beskrevs av Jörg Wunderlich 1992. Pholcus fuerteventurensis ingår i släktet Pholcus och familjen dallerspindlar.
Artens utbredningsområde är Kanarieöarna. Inga underarter finns listade i Catalogue of Life.